# Pip (menadżer pakietów)
pip (początkowo znany jako pyinstall) – oficjalny oraz domyślny system zarządzania pakietami dla środowiska języka Python, korzystający z dedykowanego repozytorium pakietów o nazwie Python Package Index lub z innych zdalnych oraz lokalnych repozytoriów.

## Użycie
Składnia wywołania w wierszu poleceń jest ukierunkowana na wygodne zarządzanie pakietami. Poniższe polecenie zainstaluje na maszynie lokalnej popularny pakiet NumPy:
```
pip install numpy
```

Możliwe jest także ich odinstalowanie (na przykładzie powyższej biblioteki):
```
pip uninstall numpy
```

pip umożliwia także przygotowanie listy zależności oprogramowania z obsługą wersjonowania w postaci pliku tekstowego, pełniąc rolę zastępcy pakietu redystrybucyjnego:
```
pip install -r requirements.txt
```

### Instalator aplikacji
Biblioteka standardowa języka Python umożliwia utworzenie skryptowego instalatora aplikacji wykonywanego przez pip, wywoływanego w katalogu głównym aplikacji:
```
pip install -e .
```